# Leigh Gloury

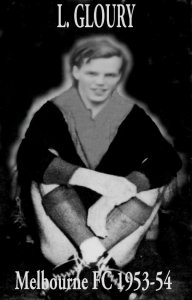

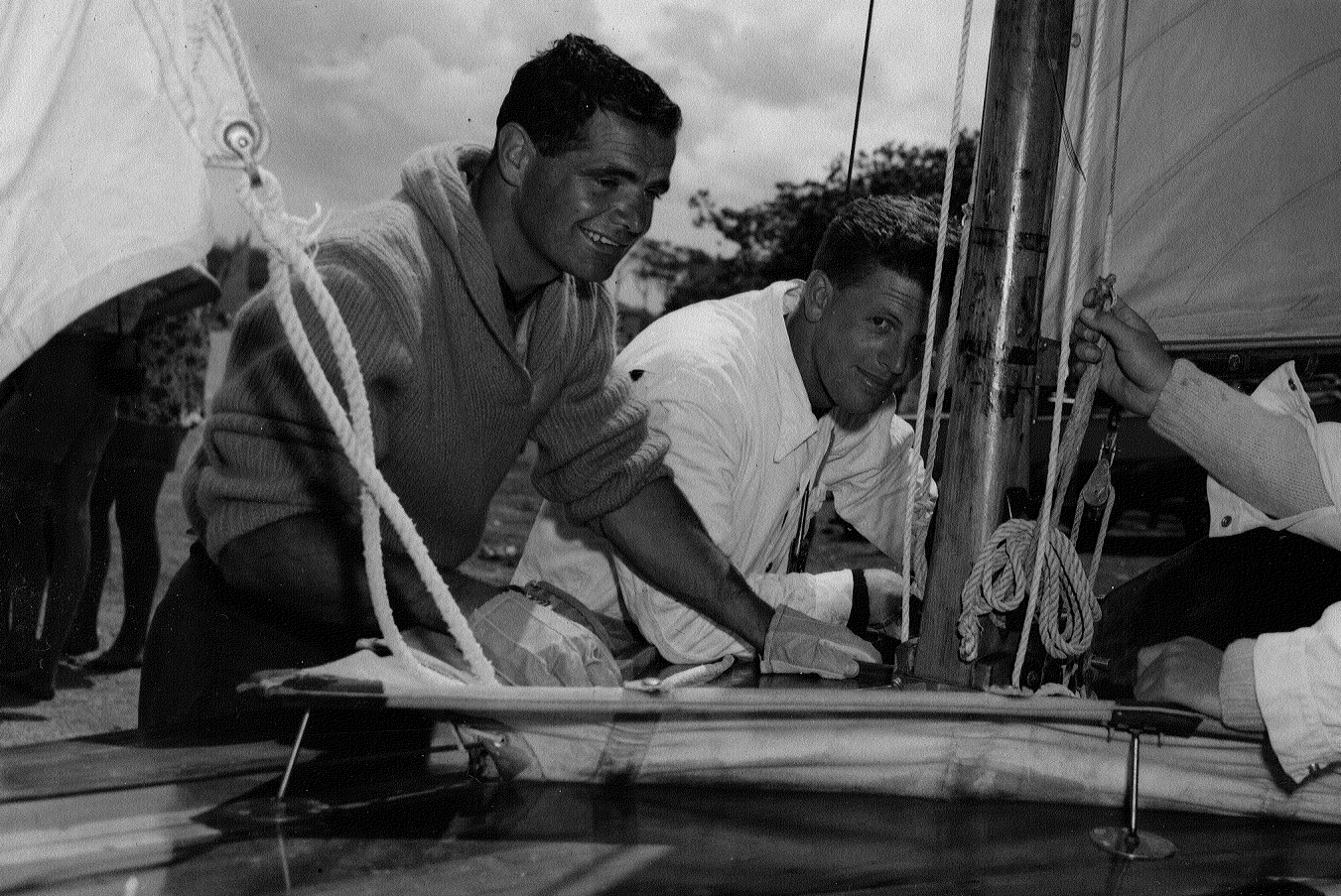
Leigh Gloury (r) und sein Freund John Edward Barrett (l) arbeiten an der Yacht Greensleeves, etwa 1949

Leigh Anthony Gloury (* 25. September 1929; † 31. Juli 2014) war ein australischer Australian-Rules-Football-Spieler, der von 1953 bis 1954 beim Melbourne Football Club in der Victorian Football League (VFL) spielte. Der 1,75 Meter große und 76 kg schwere Gloury spielte 12 Spiele für den Verein, in denen er ein Tor schoss. Seine Spielerkarriere hatte bei den Frankston Bombers begonnen.
Leigh Gloury war der Sohn von Jack Gloury, dem Bezirksrat (Peninsula District Councillor) für die Mornington Peninsula in der Victorian Country Football League (VCFL), dem Dachverband für Australian Rules Football. Im Jungenalter war Leigh Gloury Mitglied bei den Frankston Scouts. In den späteren 1940er-Jahren gehörte er dem Frankston Yacht Club an, wo er Skipper der Yacht Greensleeves war.